# Раздолинское месторождение
Раздолинское (Раздольнинское) — месторождение полиметаллических руд (золото, сурьма, мышьяк, свинец), расположенное в России (Мотыгинский район Красноярского края, в районе посёлка Раздолинск). Рудное поле месторождения находится в левом борту реки Рыбная и под ее руслом. Входит в состав Раздолинского рудного узла.
Месторождение открыто в 1932 году. С 1936 по 1964 год проводилась разработка месторождения, в ходе которой было добыто 56,8 тыс. т. сурьмы (при среднем содержании 3,79 %).
Вещественный состав руд: антимонит, бертьерит, пирит, арсенопирит, пирротин, сфалерит, халькопирит, блеклая руда, самородное золото и серебро, магнетит, галенит, никелин, пентландит. Основным жильным минералом считается кварц, в небольшом количестве присутствуют карбонаты и серицит.
Эпизодическими исследованиями Раздолинского месторождения установлена золотоносность промышленных сурьмяных руд, зон сульфидизации (пирит, арсенопирит), кварцевых жил и зон прожилкования. Тип оруденения — золотосурьмяный. Среднее содержание золота — 1-5 г/т.
Лицензией на геологическое изучение, разведку и добычу рудного золота на месторождении владеет ПАО «Полюс».
В настоящее время на месторождении ведутся геологоразведочные работы с целью детальной оценки его золотоносности и перспектив добычи золота. Месторождение (вместе с близлежащим месторождением Панимба) рассматривается как перспективное для расширения минерально-сырьевой базы ПАО «Полюс», но сроки начала добычи золота на нём пока не определены.